# Zuverlässigkeitsflug am Oberrhein

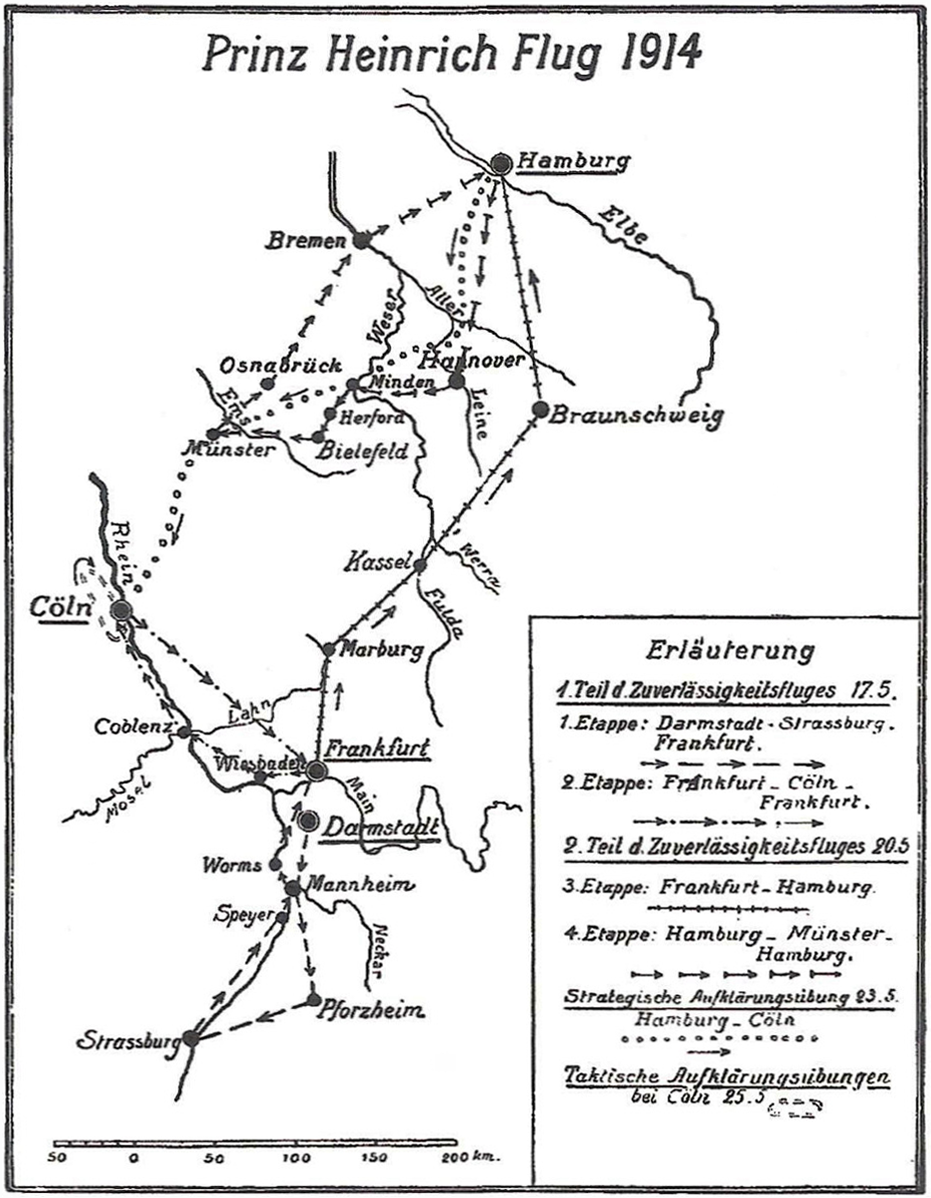
Streckenskizze zum „Prinz Heinrich Flug“ 1914

Der Zuverlässigkeitsflug am Oberrhein, nach Übernahme der Schirmherrschaft durch Prinz Heinrich von Preußen ab 1913 auch Prinz-Heinrich-Flug genannt, war ein Zuverlässigkeitswettbewerb für deutsche Flugzeuge, der in den Jahren 1911 bis 1914 ausgetragen wurde.

## Allgemeines
Der Wettbewerb diente der Erprobung der neuesten deutschen Flugmodelle unter Praxisbedingungen und war vorwiegend militärisch ausgerichtet. Das Programm bestand aus einem Mehr-Etappen-Flug und Luftaufklärungsübungen. Teilnahmeberechtigt waren Offiziere des deutschen Heeres und der Kaiserlichen Marine sowie deutsche Zivilisten, sofern sie von einem im Deutschen Luftfahrer-Verband organisierten Verein vorgeschlagen wurden. Die Flugzeuge mussten in Deutschland gebaut worden sein und den Anforderungen eines Militärflugzeugs genügen. Während 1911 die Zivilisten unter den Teilnehmern in der Mehrheit waren, kehrte sich das Verhältnis in den Folgejahren um.
Für die erfolgreichsten Piloten waren gut dotierte Preise in mehreren Kategorien ausgeschrieben. Demjenigen, der die Gesamtstrecke in der kürzesten Zeit zurücklegte, winkte als Hauptgewinn der Kaiser-Preis.
Am Rande der Veranstaltung fanden an den Etappenorten Flugtage mit Volksfestcharakter statt, die aufgrund der allgemein herrschenden Begeisterung für die Luftfahrt gut besucht waren.

## Die Wettbewerbe im Einzelnen

### 1911
- Zeitraum: 19. bis 27. Mai
- Strecke: Baden-Baden – Freiburg – Mülhausen – Straßburg – Karlsruhe – Heidelberg – Mannheim – Mainz – Frankfurt/Main – Darmstadt

Wegen widriger Wetterbedingungen am Startort Baden-Baden begann der Zuverlässigkeitsflug mit einem Tag Verspätung erst am 21. Mai. Der Wettbewerb wurde im weiteren Verlauf durch einen tragischen Unfall überschattet. Charles Laemmlin (1879–1911), seit dem 29. April 1911 Inhaber des Pilotenscheins Nr. 82, kam beim Absturz seines Aviatik-Zweideckers am 23. Mai zu Tode.

### 1912
- Zeitraum: 12. bis 23. Mai
- Strecke: Straßburg – Metz – Saarbrücken – Mainz – Frankfurt/Main – Karlsruhe – Freiburg – Konstanz

Im Jahr 1912 nahmen auch drei Zeppelin-Luftschiffe an der Veranstaltung teil, der LZ 10 „Schwaben“, der LZ 11 „Viktoria Luise“ (mit Hugo Eckener an Bord) und der LZ 12 (Z III), der von Graf Zeppelin persönlich geführt wurde. Sie beteiligten sich an Aufklärungsflügen und nahmen Passagiere mit. Auf dem Programm stand unter anderem die erstmalige West-Ost-Überquerung des Schwarzwaldes. Der Wettbewerb war wieder durch zahlreiche Pannen und Unfälle gekennzeichnet. Es gab jedoch keine Todesopfer. Das Ziel in Konstanz erreichten schließlich nur vier Teilnehmer: Hellmuth Hirth, Leutnant Alfred Mahncke (1888–1979), Oberleutnant Luitpold Graf Wolffskeel von Reichenberg und Oberleutnant Erwin Barends (1880–1952), später Generalmajor der Wehrmacht. Die Zeitschrift „Flugsport“ (Heft 11, Mai 1912) schrieb:
Die Etappe Saarbrücken—Mainz wurde von den Fliegern mustergültig durchflogen. Hirth, der für die 125 km lange Strecke 49 Min. 56 Sek. benötigte, erzielte hierbei eine Geschwindigkeit von 150 km. Dabei ist nicht berücksichtigt, daß Hirth bei einem Umwege von 10 Minuten noch verlor. Rittm. Graf Wolffskeel erzielte auf seinem Euler-Doppeldecker genannt „Gelber Hund“ mit allerdings nur 70 PS Gnommotor gleichfalls eine sehr hohe Geschwindigkeit von 92 km. Lt. Mahncke mußte mit seinem Albatros=Doppeldecker bei Weißenburg, um sich zu orientieren, eine Zwischenlandung vornehmen. Oberlt. Barends mit Oberlt. Albrecht als Passagier hatte während des Fluges einen Wasserrohrdefekt. Er behob jedoch, indem er auf den Vorderteil der Rumpler-Taube kletterte, den Schaden, wobei er sich die Hände erheblich verbrannte. Durch diesen Zwischenfall verloren die Flieger die Orientierung und mußten bei Otterberg zwecks Orientierung niedergehen.

### 1913
- Zeitraum: 10. bis 17. Mai
- Strecke: Wiesbaden – Kassel – Koblenz – Karlsruhe – Stuttgart – Straßburg
- Kaiserpreis: Leutnant Ernst Canter, Rumpler-Taube

Der Wettbewerb trug erstmals die Bezeichnung „Prinz-Heinrich-Flug“. Auf dem Programm stand neben dem Mehr-Etappen-Flug ein Aufklärungsflug von Straßburg nach Freiburg, an dem auch das Luftschiff LZ 17 „Sachsen“ unter Führung von Hugo Eckener beteiligt war. Den Sieg in der Zuverlässigkeitsprüfung errang Leutnant Ferdinand von Hiddessen mit einem Mars-Eindecker der Deutschen Flugzeug-Werke. Als Zweiter in der Zuverlässigkeitsprüfung und Bester in der Aufklärungsübung wurde Leutnant Ernst Canter, der später als „Flieger von Tannenberg“ Ruhm erlangte, zum Gesamtsieger des Wettbewerbs erklärt.

### 1914
- Zeitraum: 17. bis 25. Mai
- Strecke: Darmstadt – Mannheim – Pforzheim – Straßburg – Speyer – Worms – Wiesbaden – Koblenz – Frankfurt/Main – Marburg – Kassel – Braunschweig – Hamburg – Hannover – Minden – Herford – Münster – Osnabrück – Bremen – Köln
- Kaiserpreis: Leutnant Rudolf von Thüna (1887–1936), LVG-Doppeldecker mit 100-PS-6-Zylinder-Mercedes D I-Flugmotor

Der zweite Prinz-Heinrich-Flug wurde über fünf Etappen von insgesamt 2600 km ausgetragen. Die erste Etappe führte von Darmstadt über Mannheim, Pforzheim und Straßburg über 400 km nach Frankfurt. Ihr folgte ein Rundflug von Frankfurt über Koblenz und Köln zurück nach Frankfurt. Die dritte Etappe wurde auf der Strecke Frankfurt – Kassel – Braunschweig – Hamburg ausgetragen. Die vierte Etappe war erneut ein Rundflug: Hamburg – Hannover – Münster – Bremen – Hamburg. Die letzte Etappe führte von Hamburg nach Köln und schloss eine Aufklärungsübung ein. Auf den ersten zwölf Plätzen fanden sich neun Militärflieger und ausschließlich Flugzeuge mit Mercedes-Motoren. Bei dieser Veranstaltung kamen vier Offiziersflieger ums Leben, am 17. Mai Ltn. Müller und Ltn. Rohde, am 23. Mai Ltn. Boeder und Ltn. Bernhardt.